# 斯普龍瑟勒特爾峰

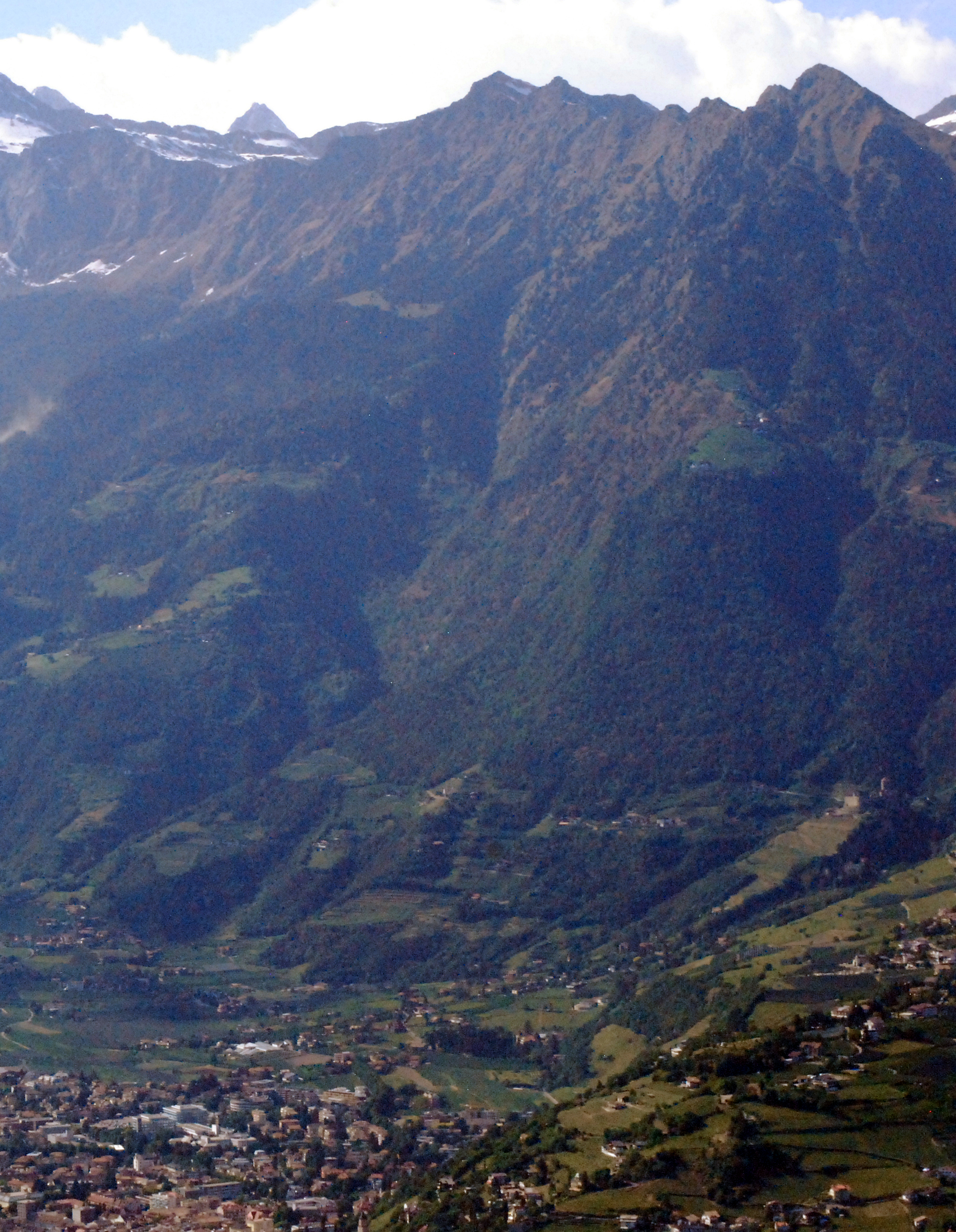

46°43′15.8″N 11°5′38″E / 46.721056°N 11.09389°E
斯普龍瑟勒特爾峰（義大利語：Spronser Rötelspitze），是意大利的山峰，位於該國東北部，由博爾扎諾-南蒂羅爾自治省負責管轄，屬於奧茨塔爾阿爾卑斯山脈的一部分，海拔高度2,625米。